# 466 Tisiphone
A 466 Tisiphone (ideiglenes jelöléssel 1901 FX) egy kisbolygó a Naprendszerben. Maximilian Franz Joseph Cornelius Wolf és Luigi Carnera fedezte fel 1901. január 17-én.